# Superpuchar Bośni i Hercegowiny w piłce nożnej
Superpuchar Bośni i Hercegowiny w piłce nożnej (bośn. Superkup Bosne i Hercegovine) – trofeum przyznawane zwycięskiej drużynie meczu rozgrywanego pomiędzy aktualnym Mistrzem Bośni i Hercegowiny oraz zdobywcą Pucharu Bośni i Hercegowiny w danym sezonie (jeżeli ta sama drużyna wywalczyła zarówno mistrzostwo, jak i Puchar kraju - to jej przeciwnikiem zostaje wicemistrz). Rozgrywki odbywały się w latach 1997–2001.

## Historia
W sezonie 1997 odbył się pierwszy oficjalny mecz o Superpuchar Bośni i Hercegowiny. Pierwszy pojedynek rozegrano w 1997 roku. FK Sarajevo pokonał w dwumeczu 1:3 i 2:0 NK Čelik Zenica. W 1999 roku tak jak nie było rozgrywek o Puchar kraju do drugim finalistą został wicemistrz kraju. W 2001 roku FK Željezničar automatycznie otrzymał trofeum, tak jak zdobył mistrzostwo i Puchar kraju. W kolejnych latach, kluby nie mogły znaleźć odpowiedniej daty do rozegrania meczu o Superpuchar, choć Związek Piłkarski starał się uczynić go bardziej popularnym.

## Format
Mecz o Superpuchar Bośni i Hercegowiny rozgrywany jest przed rozpoczęciem każdego sezonu. W przypadku remisu po upływie regulaminowego czasu gry przeprowadza się dogrywka. Jeżeli i ona nie wyłoni zwycięzcę, to od razu zarządzana jest seria rzutów karnych.

## Zwycięzcy i finaliści
| Sezon                                                                | K   | K                                      | T | Zwycięzca       | Wynik            | Finalista       | Data, miejsce                 | Uwagi              |
| Superpuchar Bośni i Hercegowiny (bośn. Superkup Bosne i Hercegovine) |     |                                        |   |                 |                  |                 |                               |                    |
| 1997                                                                 |     |                                        | 1 | FK Sarajevo     | 1:3              | NK Čelik Zenica | 1997, Bilino Polje, Zenica    |                    |
| 1997                                                                 | 2:0 | 1997, Stadion Koševo, Sarajewo         | 1 | FK Sarajevo     |                  | NK Čelik Zenica |                               |                    |
| 1998                                                                 |     |                                        | 1 | FK Željezničar  | 4:0              | FK Sarajevo     | 1998, ?, Sarajewo             |                    |
| 1999                                                                 |     |                                        | 1 | NK Bosna Visoko | 2:2 pd. (k. 5:4) | FK Sarajevo     | 1999, ?, Sarajewo             |                    |
| 2000                                                                 |     |                                        | 2 | FK Željezničar  | 0:0              | Brotnjo Čitluk  | 11.2000, Stadion Bare, Čitluk |                    |
| 2000                                                                 | 3:1 | 14.03.2001, Stadion Grbavica, Sarajewo | 2 | FK Željezničar  |                  | Brotnjo Čitluk  |                               |                    |
| 2001                                                                 |     |                                        | 3 | FK Željezničar  |                  |                 |                               | klub zdobył dublet |

Uwagi:

- wytłuszczono i kursywą oznaczone zespoły, które w tym samym roku wywalczyły mistrzostwo i Puchar kraju (dublet),
- wytłuszczono zespoły, które zdobyły mistrzostwo kraju,
- kursywą oznaczone zespoły, które zdobyły Puchar kraju.

## Statystyka

### Klasyfikacja według klubów
W dotychczasowej historii finałów o Superpuchar Bośni i Hercegowiny na podium oficjalnie stawało w sumie 5 drużyn. Liderem klasyfikacji jest FK Željezničar, który zdobył trofeum 3 razy.
Stan na 31.05.2022. 
| Lp. | Klub            | Zdobywca | Finalista      | Zwycięskie sezony | Przegrane finały |   |   |                  |  |
| --- | --------------- | -------- | -------------- | ----------------- | ---------------- | - | - | ---------------- |  |
| Lp. | Klub            | 1.       | FK Željezničar | Zwycięskie sezony | Przegrane finały | 3 | 0 | 1998, 2000, 2001 |  |
| 2.  | FK Sarajevo     | 1        | 2              | 1997              | 1998, 1999       |   |   |                  |  |
| 3.  | NK Bosna Visoko | 1        | 0              | 1999              |                  |   |   |                  |  |
| 4.  | NK Čelik Zenica | 0        | 1              |                   | 1997             |   |   |                  |  |
| 4.  | Brotnjo Čitluk  | 0        | 1              |                   | 2000             |   |   |                  |  |

### Klasyfikacja według miast
Stan na 31.05.2022.
| Miasto   | Liczba tytułów | Kluby                               |
| -------- | -------------- | ----------------------------------- |
| Sarajewo | 4              | FK Željezničar (3), FK Sarajevo (1) |
| Visoko   | 1              | NK Bosna Visoko (1)                 |

### Klasyfikacja według kwalifikacji
| Tytuł                                | Zwycięstw | Finałów |
| ------------------------------------ | --------- | ------- |
| Mistrz Bośni i Hercegowiny           | 2         | 3       |
| Zdobywca Pucharu Bośni i Hercegowiny | 4         | 1       |
| Wicemistrz Bośni i Hercegowiny       | 1         | 0       |